# Campeonato Mundial de Rugby M19 División B de 1997
El Campeonato Mundial de Rugby M19 División B de 1997 se disputó en Chile y fue la decimoctava edición del torneo en categoría M19.
El campeón de la edición fue la selección de Chile quienes obtuvieron su tercer campeonato en la competición.

## Equipos participantes
- Selección juvenil de rugby de Alemania
- Selección juvenil de rugby de Bélgica
- Selección juvenil de rugby de Chile
- Selección juvenil de rugby de Marruecos
- Selección juvenil de rugby de Paraguay
- Selección juvenil de rugby de Polonia
- Selección juvenil de rugby de República Checa
- Selección juvenil de rugby de Taiwán

## Posiciones

### Cuartos de final
- Los perdedores avanzan a la semifinal del 5° al 8° puesto

| 26 de marzo | Chile | 66 - 15 | Bélgica |  |  |

| 26 de marzo | República Checa | 27 - 7 | Paraguay |  |  |

| 26 de marzo | Polonia | 34 - 10 | Marruecos |  |  |

| 26 de marzo | Alemania | 31 - 5 | Taiwán |  |  |

### Semifinal 5° al 8° puesto
| 28 de marzo | Bélgica | 28 - 24 | Paraguay |  |  |

| 28 de marzo | Marruecos | 24 - 17 | Taiwán |  |  |

### Semifinales Campeonato
| 28 de marzo | Chile | 39 - 0 | República Checa |  |  |

| 28 de marzo | Polonia | 27 - 15 | Alemania |  |  |

### Séptimo puesto
| 30 de marzo | Paraguay | 25 - 12 | Taiwán |  |  |

### Quinto puesto
| 30 de marzo | Bélgica | 25 - 16 | Marruecos |  |  |

### Tercer puesto
| 30 de marzo | República Checa | 16 - 6 | Alemania |  |  |

### Final
| 30 de marzo | Chile | 55 - 10 | Polonia |  |  |

| Bandera de Chile |
| Campeón Chile    |
| Tercer título    |